# Chiesa di Sant'Antonio Abate (Veleso)
La chiesa di Sant'Antonio Abate è un edificio di culto cattolico situato a Veleso, in provincia di Como.

## Storia
Risalente alla fine del XVI secolo ma più volte ristrutturata nel corso dei secoli, fu elevata al rango di parrocchiale nel 1590. La cupola fu costruita nel 1961, anno in cui si restaurò il campanile del 1864.

## Descrizione

### Interno
Al suo interno, la chiesa conserva parte del coro originale, un battistero del XVII secolo e un dipinto mariano dello stesso periodo. Nel quadro, realizzato nel 1662, la Madonna è in compagnia del Bambin Gesù, di alcuni santi e del committente dell'opera.